# Orbilia curvatispora
Orbilia curvatispora är en svampart som beskrevs av Boud. 1888. Orbilia curvatispora ingår i släktet Orbilia och familjen vaxskålar.   Inga underarter finns listade i Catalogue of Life.